# Nuclear Adventure or the North Base
Nuclear Adventure or the North Base je česká videohra z roku 1990. Vytvořil ji Roman Páral pod hlavičkou Ropasoft pro osmibitové počítače Atari. Hudbu složil Jakub Preclík. Na hře se podílel i Filip Dada, který pomáhal s programem. Žánrově se jedná o akční adventuru.
Hráč ovládá sovětského agenta, který infiltroval americkou raketovou základnu, kterou musí zneškodnit. Ta je jakýmsi bludištěm viděným z boku. Mezi patry se lze přemísťovat pomocí eskalátorů. Hra je viděna z boku. V každé místnosti je terminál, který umožňuje spojení s různými institucemi jako například hlavní stan. Lze také najít dva videotelefony, dva terminály ministerstva vnitra, 2 obchody, terminál odpalovacího zařízení a velitelské stanoviště. Plnění úkolu budou hráči znepříjemňovat nepřátelští vojáci. Ty lze zastřelit a nebo je nechat zmizet připojením k terminálu či odchodem z místnosti. Na mapě je také nutné najít amerického plukovníka, kterým je R. Howska. Toho je nutné zabít a následně zapnout destrukci raket. Poté už stačí jen utéct. Ve hře se objeví i přátelská jednotka, která mu předá informace. Adventurní prvky jsou zpracovány hlavně vytvářením spojení přes počítačové terminály a telefony, což připomíná hru Podraz 3.

## Zajímavosti
- Jednou z postav hry je i Tim Coleman, hlavní postava několika her od Fuxoftu.
- Virový program, který hráč nahrává do základny, se jmenuje A. I. D. S.